# Bestämmelser för betongkonstruktioner
Bestämmelser för betongkonstruktioner, BBK,  är en av Boverket utgiven handbok som innehåller exempel på dimensionering, utförande och kontroll av betongkonstruktioner. BBK skall användas som ett komplement till BKR tillsammans med BSV och BSK. Sista versionen är BBK 04, tidigare är BBK 94 och BBK 79.

## Nu gällande regler
BBK ersattes 2011 av SS-EN 1992 (Eurokod 2, Dimensionering av betongkonstruktioner) och reglerna för deras tillämpning i Sverige, EKS. Utförandedelen av BBK ersattes av utförandestandarden SS-EN 13670 då Eurokoderna inte i sig innehåller något om utförande och kontroll, utan hänvisar till normativa standarder så som denna.